# Marine-Offizier-Vereinigung
Die Marine-Offizier-Vereinigung (MOV) e. V. ist ein Verein von aktiven und ehemaligen Marineoffizieren, Sanitätsoffizieren, Reserveoffizieren, Offizieranwärtern, Witwen und zivilen Freunden der deutschen Marinen.

## Geschichte
Ausgelöst durch den Flottenbefehl vom 24. Oktober 1918 und dem Waffenstillstand von Compiègne (1918) standen die Offiziere der Kaiserlichen Marine nach dem Ersten Weltkrieg buchstäblich auf der Straße. Auf Initiative von Fregattenkapitän d. R. Georg Freiherr von Bülow entstand am 12. November 1918 in Wilhelmshaven die Marine-Offizier-Hilfe (M.O.H.), eine Selbsthilfeorganisation nach dem Grundsatz „Zusammenstehen zur gegenseitigen Hilfe für die Zukunft, Besorgung von Stellungen für die Mitglieder.“ Der Name wurde 1921 in Marine-Offizier-Verband (M.O.V.) geändert.
Seit 1922 war der Marine-Offizier-Verband Mitglied der Vereinigten Vaterländischen Verbände Deutschlands, eines Zusammenschlusses verschiedener rechtsgerichteter Organisationen zur Zeit der Weimarer Republik. Da die Vorsitzenden des MOV, die pensionierten Kapitäne z. S. Waldemar Krah (1919–1930) und Gustav von Stosch (1930–1935) aus ihrer Verbundenheit mit der Monarchie und ihrer Sympathie für die politische Rechte keinen Hehl machten, gelang es dem Vorstand nur unter großen Mühen, z. T. mit wohlwollender Unterstützung der Wehrmachts-Abteilung, bis 1933 einen zumindest nach außen hin unpolitischen Kurs durchzuhalten.
Der Marine-Offizier-Verband wurde 1935 dem Nationalsozialistischer Deutscher Marine-Bund e. V. (NSDMB) angegliedert. Um seiner Auflösung und damit dem Verlust seines nicht unbeträchtlichen Vermögens zuvorzukommen, ordnete der Oberbefehlshaber der Kriegsmarine an, dass der Name in Marine-Offizier-Hilfe e. V. im Nationalsozialistischen Deutschen Marine-Bund zu ändern sei und die Aufgaben des Vereins auf die Unterstützung seiner Mitglieder mit Rat und Tat, die Pflege der Überlieferung und die Förderung des Wehrgedankens zu beschränken seien. Männliche Mitglieder der MOV mussten gleichzeitig einer Marinekameradschaft des NSDMB angehören.
Nach dem Zweiten Weltkrieg wurde der Verein auf Grund alliierter Verordnungen aufgelöst und im März 1952 als Marine-Offizier-Hilfe (MOH) in Krefeld neu gegründet. Wie 1918 ging es um die Linderung materieller Not. Die materielle Hilfe stand nicht mehr im Vordergrund und der Verein 1966 in Marine-Offizier-Vereinigung (MOV) umbenannt. Die MOH blieb als Zweitverein für soziale Belange bestehen.

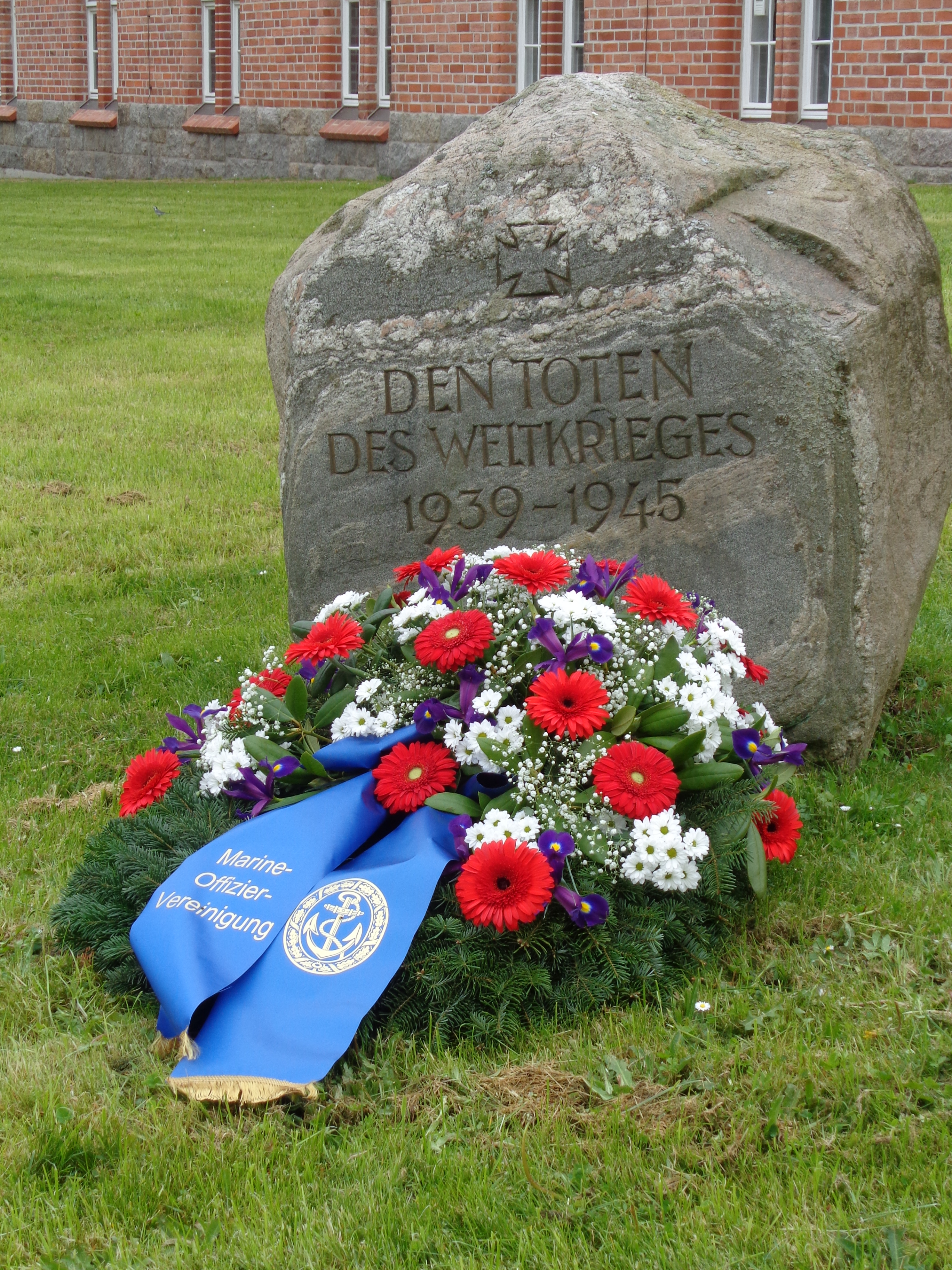
MOV-Kranz (Marineschule Mürwik, 2014)

Seit der Deutschen Wiedervereinigung versteht sich die MOV als Interessen- und Wertegemeinschaft von Offizieren der Deutschen Marine. Im Rahmen der MOV bestehen in einigen deutschen und ausländischen Städten Marineoffiziermessen als Treffpunkt aktiver und ehemaliger Marineoffiziere. Das 1973 aus der MOV heraus gegründete Deutsche Maritime Institut (DMI) gibt die Fachzeitschrift Marine-Forum heraus und fördert die Diskussion maritimer Fragen. Für die Vereinsmitglieder ist das Abonnement im Mitgliedsbeitrag enthalten und die jeweilige Ausgabe wird mit Nachrichten aus den Vereinen und der Marine ergänzt.
Anlässlich des 100-jährigen Bestehens fand die jährliche Mitgliederversammlung 2018 im Gründungsort in Wilhelmshaven statt.
An der Marineschule Mürwik vergibt die Marine-Offizier-Vereinigung den Admiral-Johannesson-Preis. Allerdings steht gerade die Haltung des Namensgebers des Preises, Konteradmiral Rolf Johannesson, seit einiger Zeit in Frage. Er sei in den Nationalsozialismus „schuldhaft verstrickt“ und „nicht traditionswürdig“, heißt es in einem offenen Brief, den namhafte Historiker und Militärs unterzeichnet haben. In diesem Zusammenhang ist zu bemerken, dass noch bis Ende der 1980er Jahre Personen wie Großadmiral Erich Raeder und Großadmiral Karl Dönitz in der Liste der Ehrenmitglieder der MOV aufgeführt wurden. Diese im alle zwei Jahre erscheinenden Mitgliederverzeichnis bekannt gemachte Liste wurde dahingehend geändert, dass nur noch lebende Personen genannt werden.
Die gemeinsame Geschäftsstelle von MOV/MOH/DMI wurde im Jahr 2020 von Bonn nach Wilhelmshaven verlegt.

## Vorsitzende
| Nr. | Name                                            | Beginn der Amtszeit | Ende der Amtszeit |
| --- | ----------------------------------------------- | ------------------- | ----------------- |
| 1   | Fregattenkapitän d. R. Georg Freiherr von Bülow | 12. November 1918   | März 1919         |
| 2   | Fregattenkapitän Siegfried Westerkamp           | März 1919           | September 1919    |
| 3   | Kapitän zur See a. D. Waldemar Krah             | September 1919      | November 1930     |
| 4   | Kapitän zur See a. D. Gustav von Stosch         | November 1930       | April 1935        |
| 5   | Konteradmiral a. D. Hans Erler                  | April 1935          | Mai 1945 (1)      |
| 6   | Kapitän zur See Heinz Bonatz                    | 16. März 1952       | Mai 1960          |
| 7   | Fregattenkapitän a. D. Victor Oehrn             | März 1960           | Mai 1963          |
| 8   | Flottillenadmiral a. D. Alfred Schumann         | Mai 1963            | April 1978        |
| 9   | Vizeadmiral a. D. Wilhelm Meentzen              | April 1978          | Mai 1982          |
| 10  | Vizeadmiral a. D. Horst von Schroeter           | Mai 1982            | Mai 1990          |
| 11  | Konteradmiral a. D. Hans-Friedrich Meisner      | Mai 1990            | April 1994        |
| 12  | Konteradmiral a. D. Klaus-Jürgen Steindorff     | April 1994          | April 1997        |
| 13  | Flottillenadmiral a. D. Karlheinz Max Reichert  | April 1997          | Oktober 2004      |
| 14  | Konteradmiral a. D. Dieter Leder                | Oktober 2004        | Mai 2006          |
| 15  | Flottillenadmiral a. D. Karlheinz Max Reichert  | Mai 2006            | Mai 2007          |
| 16  | Konteradmiral a. D. Klaus-Peter Hirtz           | Mai 2007            | April 2012        |
| 17  | Vizeadmiral a. D. Wolfgang E. Nolting           | April 2012          | Oktober 2021      |
| 18  | Konteradmiral a. D. Thorsten Kähler             | Oktober 2021        |                   |

Stellvertreter des Vorsitzenden ist satzungsgemäß der Vorsitzende des Deutschen Maritimen Instituts, seit April 2024 Flottillenadmiral Sascha Helge Rackwitz.

## Ehrenmitglieder
Seit Wiedergründung der MOV (1952)
- Admiral a. D. Gottfried Hansen (1957)
- Kapitän zur See a. D. Heinz Bonatz (1960)
- Flottillenadmiral a. D. Alfred Schumann (1978), ehemaliger Vorsitzender
- Vizeadmiral a. D. Horst von Schroeter (1991), ehemaliger Vorsitzender
- Flottillenadmiral a. D. Karlheinz Max Reichert (2007), ehemaliger Vorsitzender
- Vizeadmiral a. D. Wolfgang Nolting (2022), ehemaliger Vorsitzender

Das Mitgliederverzeichnis der MOV 1988 führt weitere Ehrenmitglieder auf.